# John Scheid
Pour les articles homonymes, voir Scheid.
John Scheid, né  le 31 mai 1946 à Luxembourg, est un historien, épigraphiste et archéologue français d'origine luxembourgeoise, spécialiste de l'Antiquité romaine.
Professeur honoraire au Collège de France, il est membre de l'Académie des inscriptions et belles-lettres depuis 2016.

## Biographie

### Formation
Issu d'une famille de la petite bourgeoisie[réf. nécessaire], John Scheid fait des études secondaires gréco-latines à l'École apostolique de Clairefontaine en Belgique, dirigée par des pères du Sacré-Cœur. Il obtient son diplôme luxembourgeois de fin d'études secondaires en 1965. 
En 1965-1966, il fait une première année de lettres aux Cours supérieurs de Luxembourg, en vue d'une carrière dans l'enseignement, puis part étudier l'histoire et les lettres classiques en France, d'abord à l'université de Strasbourg, puis à la Sorbonne à Paris, où il a pour professeur Hans-Georg Pflaum. Après sa maîtrise (1969), il obtient une bourse de thèse de troisième cycle qu'il élabore sous la direction de Robert Schilling et soutient en 1972 à Strasbourg (Les Frères arvales : recrutement et origine sociale sous les Julio-Claudiens).
Souhaitant partir à Rome dans le cadre de l'École française, il doit d'abord être reçu au concours de l'agrégation. Il obtient la nationalité française, alors obligatoire pour devenir fonctionnaire en France, en janvier 1973, à temps pour pouvoir s'inscrire au concours de l'année. Reçu à l'agrégation de grammaire, il part à Rome en 1974. En 1975, il commence dans le quartier de la Magliana des fouilles qu'il poursuit régulièrement jusqu'en 1988, puis reprend en 1997-1998.

### Carrière universitaire
De 1977 à 1983, il est assistant à l'Université Lille-III, puis devient directeur d'études à l'École pratique des hautes études (EPHE), section des Sciences religieuses. 
En 1987, il soutient à l'Université de Strasbourg une thèse de doctorat d'État, Romulus et ses frères. Le culte des frères arvales, modèle du culte public dans la Rome des empereurs.
De 2001 à 2016, il est professeur au Collège de France, occupant la chaire Religion, institutions et société de la Rome antique. 
Il poursuit parallèlement ses travaux archéologiques, comme codirecteur des fouilles du Djebel Oust en Tunisie, coordinateur de la fouille expérimentale d'une nécropole à Classe, près de Ravenne, et coordinateur du projet Fana Templa Delubra. Corpus des lieux de culte dans l'Italie antique.
En septembre 2019, il est nommé professeur invité à l'université du Luxembourg, chargé d'enseigner l'histoire de l'Antiquité et l'archéologie.

### Activités hors de l'université
Membre du conseil de rédaction de nombreuses revues : Archiv für Religionsgeschichte (Teubner, Stuttgart-Leipzig), Potsdamer Althistorische Beiträge, Historia, Millenium et Mythos, il est ou a été :
- membre de l'Institute for Advanced Study (IAS) de Princeton en 1985 et 1993[9],
- membre de la Commission consultative de la recherche archéologique à l'étranger, de l'Epigraphischer Beirat du Zentrum Grundlagenforschung Alte Welt de l'Académie des sciences de Berlin-Brandebourg[1].
- membre élu de l'Academia Europaea[10],
- membre étranger de l’Académie des sciences et des lettres de l'institut lombard et corresponding fellow de la British Academy,
- expert étranger dans le Schwerpunktsprogramm de la Deutsche Forschungsgemeinschaft
- vice-président de l'Association internationale d'épigraphie grecque et latine entre 2002 et 2007[1].

Le 9 décembre 2016, il est élu membre de l'Académie des inscriptions et belles-lettres au fauteuil de Jean-François Jarrige,. 
Depuis 2016, il est membre correspondant de la Section des Sciences morales et politiques et membre honoraire de la Section historique de l'Institut Grand-ducal (Luxembourg). Le 29 avril 2017, il est élu président de la Société d'étude du Maghreb préhistorique, antique et médiéval.

## Principales publications

### Livres
- Les Romains et leurs religions. La piété au quotidien, Paris, Éditions du Cerf, 2023  (ISBN 2204139467).
- Infographie de la Rome antique (avec Nicolas Guillerat), Paris, Passés Composés, 2020[15]
- Rites et religion à Rome, Paris, CNRS Éditions, 2019.
- (de) Ad Deam Diam. Ein heiliger Hain in Roms Suburbium (Spielräume der Antike, Zentrum für Altertumswissenschaften der Universität Heidelberg, vol. 5), Stuttgart, Fr. Steiner Verlag, 2019.
- (it) Tra epigrafia e religione romana. Scritti scelti, editi e inediti, tradotti e aggiornati, Vetera, vol. 22, Roma, Ed. Quasar, 2018.
- La religion romaine en perspective, Paris, Collège de France, 2017.
- Les Dieux, l'État et l'individu. Réflexions sur la religion civique à Rome, Paris, Éditions du Seuil, 2013
- À Rome sur les pas de Plutarque, Paris, Vuibert, 2012[16].
- Pouvoir et religion à Rome, Paris, Pluriel, 2011.
- Res Gestae Diui Augusti. Hauts Faits du Divin Auguste, Paris, Les Belles Lettres, 2007.
- Quand faire, c'est croire, Paris, Éditions Aubier, « Collection historique », 2005[17].
- Chaire de religion, institutions et société de la Rome antique, Paris, Collège de France, coll. « Leçon inaugurale », 2001 (ISBN 978-2722600713).
- Religion et piété dans la Rome antique, Paris, Éditions Albin Michel, 2001[18] (ISBN 978-2226121349).
- La religion des Romains, Paris, Éditions Armand Colin, 2019, 4e éd. (1re éd. 1998), 224 p. (ISBN 2200618824).
- Commentarii fratrum arvalium qui supersunt. Les copies épigraphiques des protocoles annuels de la confrérie arvale (21 av.-304 ap. J.-C.), Rome, Écoles Françaises de Rome, 1998.
- Nos ancêtres les Romains (avec Roger Hanoune), Paris, Gallimard « Collection Découvertes », 1995.
- Le collège des frères arvales. Étude prosopographique du recrutement (69-304), Rome, Écoles Françaises de Rome, 1990.
- Romulus et ses frères : Le collège des frères arvales, modèle du culte public dans la Rome des empereurs, Rome, Bibliothèque des Écoles Françaises d'Athènes et de Rome, vol. 275, 1990[19] (ISBN 978-2226121349).
- Religion et piété à Rome, Paris, La Découverte, 1985[20] (ISBN 2-7071-1530-4). Publié d'abord en italien sous le titre La religione a Roma, Bari, Laterza, 1983.
- Les frères arvales. Recrutement et origine sociale sous les Julio-Claudiens, Paris, Presses Universitaires de France, 1975.

### Ouvrages collectifs
- John Scheid et Nicolas Grimal (éd.), Autour du fonds Poinssot: Les aventuriers de l’archéologie en Afrique du Nord (1830-1957), Paris, Académie des Inscriptions et Belles-Lettres, 2024, 290 p.[21]
- John Scheid, H. Broise et al., Recherches archéologiques à La Magliana 3. Un bois sacré du suburbium romain. Topographie générale du site ad Deam Diam, Coll. Roma Antiqua, vol. 8, 2020.
- John Scheid et Michel Zink (éd.), Les sociétés tribales en Afrique du Nord, Paris, Académie des Inscriptions et Belles-Lettres, 2019, 155 p.[21]
- John Scheid (dir.), Lumières, lumière, Paris, Odile Jacob, 2016, 234 p.
- A. Compagnon, P. Corvol, J. Scheid, Le Collège de France. Five Centuries of Research, Montréal, Gallimard, 2015 (= Le Collège de France. Cinq siècles de libre recherche, Paris, Gallimard 2015).
- John Scheid, Marilyn Nicoud et Didier Boisseuil (dir.), Le thermalisme : Approche historiques et archéologiques d'un phénomène culturel et médical, Paris, De Boccard, 2015.
- John Scheid, Jesper Svenbro, La tortue et la lyre : Dans l'atelier du mythe antique, Paris, CNRS, 2014, 228 p.
- John Scheid et Ségolène Demougin (dir.), Colons et colonies dans le monde romain, Rome, Écoles Françaises de Rome, 2012, 462 p.
- John Scheid et François Jacques, Rome et l'intégration de l'Empire (44 av. J.-C.–260 ap. J.-C.)., vol. 1, Paris, Presses universitaires de France, coll. « Nouvelle Clio », 2010, 480 p. (ISBN 978-2-13-058247-2).
- John Scheid, William Van Andringa (dir.), Pour une archéologie du rite : nouvelles perspectives de l’archéologie funéraire, Rome, École française de Rome, 2008.
- John Scheid et Jesper Svenbro, Le métier de Zeus : Mythe du tissage et du tissu dans le monde gréco-romain, Paris, Éditions Errance, 2003, 135 p. (ISBN 978-2-87772-241-4).
- John Scheid et Lyne Bansat-Boudon (dir.), Le Disciple et ses maîtres, Paris, Éditions du Seuil, coll. « Genre humain », 2002, 258 p. (ISBN 978-2-02-054152-7).
- John Scheid et Valérie Huet (éd.), Autour de la colonne Aurélienne. Geste et image sur la colonne de Marc Aurèle à Rome, Turnhout, Brepols, 2000.
- John Scheid et Mohammad Ali Amir-Moezzi (éd.), L’Orient dans l’histoire religieuse de l’Europe. L’invention des origines, Turnhout, Brepols, 2000.
- Roger Hanoune et John Scheid, Nos ancêtres les Romains, Paris, Éditions Gallimard, coll. « Découvertes Gallimard / Histoire » (no 259), 1995, 176 p. (ISBN 978-2-07-053159-2).
- John Scheid et Olivier de Cazanove (dir.), Les bois sacrés. Actes du Colloque International (Naples 1989), Naples, Centre Jean-Bérard, 1993.
- John Scheid, Paul Veyne, Claude Nicolet, Jerzy Kolendo, Jean-Michel Carrié, Aldo Schiavone, Yvon Thébert, Jean-Paul Morel, Andrea Giardina (dir.), L'Homme romain, Paris, Éditions du Seuil, coll. « L'univers historique », 1992, 477 p. (ISBN 978-2-02-012336-5).
- John Scheid (dir.), Archéologie et projet urbain, Rome, Caisse nationale des Monuments historiques-Surintendance aux Antiquités de Rome, 1985.
- John Scheid (dir.), Le délit religieux dans la cité antique, Rome, École française de Rome, 1981.

## Distinctions

### Décorations
- Chevalier de la Légion d'honneur (2013)[2],[22] ;
- Commandeur de l'ordre des Palmes académiques (2021[23] ; Officier en 2016[1]) ;
- Grand-officier de l'ordre de Mérite du grand-duché de Luxembourg (2020)[1] .

### Récompenses
- Prix Saintour de l'Académie des inscriptions et belles-lettres (2000)[24] ;
- Docteur honoris causa de l'université d'Erfurt (2006)[2] ;
- Docteur honoris causa de l'université de Chicago (2013)[25] ;
- Prix Émile Girardeau de l'Académie des sciences morales et politiques (2015)[26] ;
- Médaille du Collège de France (2016)[27].